# Layyah
Layyah, Leiah ou Lieah (en ourdou : لیہ) est une ville pakistanaise, et capitale du district de Layyah, dans la province du Pendjab.
La population de la ville a été multipliée par près de quatre entre 1972 et 2017, passant de 49 235 habitants à 126 361. Entre 1998 et 2017, la croissance annuelle moyenne s'affiche à 3,0 %, supérieure à la moyenne nationale de 2,4 %. En 2023, la population de la ville monte à 151 274 habitants.
|            | 1972 (rec.) | 1981 (rec.) | 1998 (rec.) | 2017 (rec.) | 2023 (rec.) |
| ---------- | ----------- | ----------- | ----------- | ----------- | ----------- |
| Population | 33 549      | 51 482      | 72 319      | 126 361     | 151 274     |

La ville a un taux d'alphabétisation de près de 90 %, bien au-dessus de la moyenne nationale et parmi les plus hauts du pays. La ville contient de nombreuses universités.